# Bolsa Institucional de Valores
La Bolsa Institucional de Valores, comúnmente conocida como BIVA, es la segunda bolsa de valores en México, ubicada en Ciudad de México. BIVA comenzó operaciones el 25 de julio de 2018 y opera los mismos instrumentos de la otra bolsa en México, la Bolsa Mexicana de Valores: acciones, deudas, garantías y algunos instrumentos mexicanos específicos como CKDs y FIBRAs.

## Historia
El 29 de agosto de 2017, el presidente Enrique Peña Nieto presentó a Santiago Urquiza Luna Parra, presidente de la compañía matriz de BIVA, Cencor, la concesión para abrir y operar una nueva bolsa de valores en México, la Bolsa Institucional de Valores (BIVA). La concesión fue publicada el mismo día en el Diario Oficial de la Federación.
La bolsa de valores comenzó operaciones el 25 de julio de 2018 terminando con un monopolio de 43 años de la Bolsa Mexicana de Valores en el mercado de valores. La primera apertura tuvo lugar en el Altar de la Patria en la Ciudad de México.

## Emisiones listadas en BIVA
| Clave   | Razón Social                                                                                                 |
| ------- | --- |
| 123LCB  | BANCO ACTINVER, S.A. INSTITUCIÓN DE BANCA MÚLTIPLE, GRUPO FINANCIERO ACTINVER                                |
| ALTUMCK | BANCO INVEX, S.A., INSTITUCION DE BANCA MULTIPLE, INVEX GRUPO FINANCIERO                                     |
| ARRENCB | CIBANCO, S.A., INSTITUCIÓN DE BANCA MÚLTIPLE                                                                 |
| AYLLUPI | CIBANCO, S.A., INSTITUCIÓN DE BANCA MÚLTIPLE                                                                 |
| BACOMER | BBVA BANCOMER, S.A., INSTITUCIÓN DE BANCA MÚLTIPLE, GRUPO FINANCIERO BBVA BANCOMER                           |
| BANOB   | BANCO NACIONAL DE OBRAS Y SERVICIOS PÚBLICOS SOCIEDAD NACIONAL DE CRÉDITO INSTITUCIÓN DE BANCA DE DESARROLLO |
| BEELICK | CORPORACIÓN INTERAMERICANA DE INVERSIONES                                                                    |
| CADU    | CORPOVAEL S.A.B. DE C.V.                                                                                     |
| CAPGLPI | CIBANCO, S.A., INSTITUCIÓN DE BANCA MÚLTIPLE                                                                 |
| CITI    | CITIBANAMEX CASA DE BOLSA, S.A. DE C.V. CASA DE BOLSA, INTEGRANTE DEL GRUPO FINANCIERO CITIBANAMEX           |
| COXA    | COX ENERGY AMÉRICA, S.A.B. DE C.V.                                                                           |
| CRELCB  | BANCO ACTINVER, S.A. INSTITUCIÓN DE BANCA MÚLTIPLE, GRUPO FINANCIERO ACTINVER                                |
| CS2CK   | BANCO NACIONAL DE MÉXICO, S.A., INTEGRANTE DEL GRUPO FINANCIERO BANAMEX                                      |
| CSBANCO | CONSUBANCO, S.A., INSTITUCIÓN DE BANCA MÚLTIPLE                                                              |
| CSCK    | BANCO NACIONAL DE MÉXICO, S.A., INTEGRANTE DEL GRUPO FINANCIERO BANAMEX                                      |
| CSMRTCK | CIBANCO, S.A., INSTITUCIÓN DE BANCA MÚLTIPLE                                                                 |
| CTIGOCB | BANCO INVEX, S.A., INSTITUCION DE BANCA MULTIPLE, INVEX GRUPO FINANCIERO                                     |
| DOCUFOR | MEXARREND, S.A.P.I. DE C.V.                                                                                  |
| ELEKTRA | GRUPO ELEKTRA, S.A.B. DE C.V.                                                                                |
| EXITCB  | BANCO INVEX, S.A., INSTITUCION DE BANCA MULTIPLE, INVEX GRUPO FINANCIERO                                     |
| FEFA    | FONDO ESPECIAL PARA FINANCIAMIENTOS AGROPECUARIOS                                                            |
| FHIPO   | BANCO INVEX, S.A., INSTITUCION DE BANCA MULTIPLE, INVEX GRUPO FINANCIERO                                     |
| FHIPOCB | BANCO INVEX, S.A., INSTITUCION DE BANCA MULTIPLE, INVEX GRUPO FINANCIERO                                     |
| FIHO    | CIBANCO, S.A., INSTITUCIÓN DE BANCA MÚLTIPLE                                                                 |
| FIMUBCB | CIBANCO, S.A., INSTITUCIÓN DE BANCA MÚLTIPLE                                                                 |
| FNCOT   | INSTITUTO DEL FONDO NACIONAL PARA EL CONSUMO DE LOS TRABAJADORES                                             |
| FORION  | BANCO ACTINVER, S.A. INSTITUCIÓN DE BANCA MÚLTIPLE, GRUPO FINANCIERO ACTINVER                                |
| FORTMCK | BANCO ACTINVER, S.A. INSTITUCIÓN DE BANCA MÚLTIPLE, GRUPO FINANCIERO ACTINVER                                |
| GAP     | GRUPO AEROPORTUARIO DEL PACIFICO, S.A.B. DE C.V.                                                             |
| GDISPI  | CIBANCO, S.A., INSTITUCIÓN DE BANCA MÚLTIPLE                                                                 |
| GFMEGA  | OPERADORA DE SERVICIOS MEGA, S.A. DE C.V., SOCIEDAD FINANCIERA DE OBJETO MÚLTIPLE, ENTIDAD REGULADA          |
| HSBC    | HSBC MÉXICO, S.A., INSTITUCIÓN DE BANCA MÚLTIPLE, GRUPO FINANCIERO HSBC                                      |
| INDCK   | CIBANCO, S.A., INSTITUCIÓN DE BANCA MÚLTIPLE                                                                 |
| LATINCK | BANCO NACIONAL DE MÉXICO, S.A., INTEGRANTE DEL GRUPO FINANCIERO BANAMEX                                      |
| LEX3PI  | CIBANCO, S.A., INSTITUCIÓN DE BANCA MÚLTIPLE                                                                 |
| LIVCK   | BANCO INVEX, S.A., INSTITUCION DE BANCA MULTIPLE, INVEX GRUPO FINANCIERO                                     |
| MINTCB  | CIBANCO, S.A., INSTITUCIÓN DE BANCA MÚLTIPLE                                                                 |
| MONEX   | MONEX, S.A.B. DE C.V.                                                                                        |
| NEXX6CK | BANCO NACIONAL DE MÉXICO, S.A., INTEGRANTE DEL GRUPO FINANCIERO BANAMEX                                      |
| NEXXCK  | BANCO INVEX, S.A., INSTITUCION DE BANCA MULTIPLE, INVEX GRUPO FINANCIERO                                     |
| NXXMFCK | BANCO NACIONAL DE MÉXICO, S.A., INTEGRANTE DEL GRUPO FINANCIERO BANAMEX                                      |
| SALUD   | MAC HEALTH S.A.P.I. DE C.V.                                                                                  |
| SFPLUS  | SOFOPLUS, S.A.P.I. DE C.V., SOCIEDAD FINANCIERA DE OBJETO MÚLTIPLE, ENTIDAD REGULADA                         |
| SOMA    | CIBANCO, S.A., INSTITUCIÓN DE BANCA MÚLTIPLE                                                                 |
| SVPI    | CIBANCO, S.A., INSTITUCIÓN DE BANCA MÚLTIPLE                                                                 |
| TPLAY   | TOTAL PLAY TELECOMUNICACIONES S.A. DE C.V.                                                                   |
| TPLAYCB | CIBANCO, S.A., INSTITUCIÓN DE BANCA MÚLTIPLE                                                                 |
| TRAXION | GRUPO TRAXIÓN S.A.B DE C.V.                                                                                  |
| TUCERPI | CIBANCO, S.A., INSTITUCIÓN DE BANCA MÚLTIPLE                                                                 |
| VASCONI | GRUPO VASCONIA S.A.B.                                                                                        |
| VMEX    | BANCO NACIONAL DE MÉXICO, S.A., INTEGRANTE DEL GRUPO FINANCIERO BANAMEX                                      |